# Skovstrup (Aalborg Kommune)
 For alternative betydninger, se Skovstrup. (Se også artikler, som begynder med Skovstrup)
Skovstrup er en landsby i det nordlige Himmerland med 39 indbyggere (2008). Skovstrup er beliggende nær Romdrup Å fem kilometer sydøst for Gistrup, syv kilometer sydøst for Aalborg Universitetskvarter og 14 kilometer sydøst for Aalborg centrum. Landsbyen hører under Aalborg Kommune og er beliggende i Gunderup Sogn. 
I dag (2009) fungerer landsbyen som soveby for Aalborg. Der er busforbindelse til Aalborg og fire km til dagligvarebutikker. Oprindelig har byen op til 1960-70 haft en række funktioner, der ikke eksisterer i dag: Folkeskole (den største i Gunderup sogn), købmand, smed, sparekasse, ishus, mejeri, kalkgrav og kalkværk. En række af bygningerne findes stadig. Af de oprindelige syv gårde drives kun to i dag som landbrug. Skovstrup er en del af et kulturhistorisk interesseområde.

## Landskabet
Skovstrup er en karakteristisk randlandsby, anlagt og beliggende på overgangen mellem det højtliggende, dyrkbare morænelandskab og den lavtliggende eng, her hævet havbund fra stenalderhavet. Den gamle kystskrænt samt en ø i stenalderhavet er væsentlige elementer i byens landskab. I byens sydlige del skærer en markant erosionsdal sig langt ind i morænelandskabet, med græssede overdrev, kilder og småskove. Dalens vandløb hedder Risbrogrøften, som er tilløb til Romdrup Å.
Trods navnet er der ikke egentlig skov i Skovstrup, men en tæt, langstrakt galleriskov af ask og ahorn på kystskrænten. Engene (Romdrup ådal) er i dag opdyrkede. Landsbyen må antagelig være udflyttet fra nærmeste adelby, Nøvling engang i middelalderens begyndelse.